# 池田貴尉
池田 貴尉（いけだ きい、本名同じ、1983年2月14日 - ）は、飛田企画所属の俳優。神奈川県出身。身長170cm・体重54kg。趣味はピアノ・パソコン。

## 出演

### 映画
- いちご同盟

### テレビドラマ
- ウルトラマンになりたかった男（1993年、TBS） - 竹内徹 役
- さよなら、小津先生 - 大久保章夫 役
- L×I×V×E - 出目二郎 役
- TEAM (テレビドラマ) - 串田史郎 役
- 大河ドラマ
  - 春日局（1989年）
  - 八代将軍吉宗 - 少年時代の徳川家重 役
- 世にも奇妙な物語「神様」
- 刑事貴族3
- 緋の稜線
- 特捜ロボ ジャンパーソン - 宇宙人少年リオ 役
- はぐれ刑事純情派（1990年） - 依田哲夫 役
- 鍵師1（1993年） - 水谷貴一 役
- 幸福の誤算（1996年6月） - 渉 役
- はみだし刑事情熱系（1997年） - 青木一樹 役
- 事件
- 裸の大将放浪記
  - 第45話「清の『カラスなぜ啼くの…』」（1990年） - 太郎（耳が不自由な少年）役
  - 第58話「清が湖で釣った夢」（1993年） - 浅井健太 役